# Kremlin Cup 2018
Kremlin Cup 2018, oficiálně se jménem sponzora VTB Kremlin Cup 2018, byl společný tenisový turnaj mužského okruhu ATP World Tour a ženského okruhu WTA Tour, hraný na krytých dvorcích s tvrdým povrchem Olympijského stadionu. Konal se mezi 15. až 21. říjnem 2018 v ruském hlavním městě Moskvě jako dvacátý devátý ročník mužského a dvacátý třetí ročník ženského turnaje.
Mužská polovina se řadila do páté nejvyšší kategorie okruhu ATP World Tour 250 a její dotace činila 936 435 dolarů. Ženská část měla rozpočet 867 766 dolarů a stala se součástí kategorie WTA Premier.
Nejvýše nasazenými hráči v singlových soutěžích se stali dvacátý první tenista světa Marco Cecchinato z Itálie a mezi ženami rumunská světová jednička Simona Halepová. Jako poslední přímí účastníci do dvouher nastoupili 89. hráč žebříčku Laslo Djere ze Srbska a v ženské části pak 58. tenistka žebříčku Ajla Tomljanovićová z Austrálie.
Třetí singlový titul na okruhu ATP Tour vybojoval 22letý moskevský rodák Karen Chačanov, jenž se poprvé posunul do elitní světové dvacítky klasifikace. Druhou trofej z dvouhry okruhu WTA Tour získala 21letá Ruska Darja Kasatkinová, jíž bodový zisk premiérově posunul do první světové desítky a zajistil jí místo náhradnice na Turnaj mistryň. Poražená finalistka Ons Džabúrová se stala první Tunisankou v historii, která se probojovala do finále turnaje WTA Tour.
Premiérovou společnou trofej ze čtyřher turnajů ATP si odvezl americký pár Austin Krajicek a Rajeev Ram. Rovněž rusko-německá dvojice Alexandra Panovová a Laura Siegemundová vyhrála první deblový titul jako pár.

## Distribuce bodů a finančních odměn

### Distribuce bodů
| Soutěž         | vítězové | finalisté | semifinalisté | čtvrtfinalisté | 16 v kole | 32 v kole | Q  | Q3 | Q2 | Q1 |
| -------------- | -------- | --------- | ------------- | -------------- | --------- | --------- | -- | -- | -- | -- |
| dvouhra mužů   | 250      | 150       | 90            | 45             | 20        | 0         | 12 | —  | 6  | 0  |
| mužská čtyřhra | 250      | 150       | 90            | 45             | 20        | 0         | —  | —  | —  | —  |
| ženská dvouhra | 470      | 305       | 185           | 100            | 55        | 1         | 25 | 18 | 13 | 1  |
| ženská čtyřhra | 470      | 305       | 185           | 100            | 1         | —         | —  | —  | —  | —  |

### Finanční odměny
| Soutěž       | vítězové | finalisté | semifinalisté | čtvrtfinalisté | 16 v kole | 32 v kole | Q3     | Q2     | Q1     |
| ------------ | -------- | --------- | ------------- | -------------- | --------- | --------- | ------ | ------ | ------ |
| dvouhra mužů | $162 010 | $86 515   | $46 210       | $24 840        | $13 320   | $8 455    | —      | $3 900 | $1 950 |
| čtyřhra mužů | $46 420  | $24 400   | $13 220       | $7 570         | $4 430    | —         | —      | —      | —      |
| dvouhra žen  | $147 500 | $78 800   | $42 080       | $22 620        | $12 130   | $7 700    | $3 795 | $2 020 | $1 120 |
| čtyřhra žen  | $50 680  | $27 075   | $14 795       | $7 529         | $4 090    | —         | —      | —      | —      |

## Dvouhra mužů

### Nasazení
| Stát                         | Hráč             | ATP | Nasazení |
| ---------------------------- | ---------------- | --- | -------- |
| Itálie                       | Marco Cecchinato | 21  | 1        |
| Rusko                        | Daniil Medveděv  | 22. | 2.       |
| Rusko                        | Karen Chačanov   | 27. | 3.       |
| Srbsko                       | Filip Krajinović | 35. | 4.       |
| Austrálie                    | Nick Kyrgios     | 38. | 5.       |
| Bosna a Hercegovina          | Damir Džumhur    | 39. | 6.       |
| Francie                      | Jérémy Chardy    | 41. | 7.       |
| Slovensko                    | Martin Kližan    | 45. | 8.       |
| Žebříček ATP k 8. říjnu 2018 |                  |     |          |

### Jiné formy účasti
Následující hráčí obdrželi divokou kartu do hlavní soutěže:
- Karen Chačanov
- Nick Kyrgios
- Jevgenij Karlovskij

Následující hráči postoupili z kvalifikace::
- Alexandr Bublik
- Jegor Gerasimov
- Filip Horanský
- Lukáš Rosol

Následující hráč postoupil do hlavní soutěže jako tzv. šťastný poražený:
- Ričardas Berankis

### Odhlášení
před zahájením turnaje
- Jérémy Chardy → nahradil jej  Ričardas Berankis
- Pablo Cuevas → nahradil jej  Laslo Djere
- João Sousa → nahradil jej  Jevgenij Donskoj

v průběhu turnaje
- Nick Kyrgios

### Skrečování
- Denis Istomin

## Mužská čtyřhra

### Nasazení
| Stát                                                                    | Hráč             | Stát      | Hráč             | ATP  | Nasazení |
| ----------------------------------------------------------------------- | ---------------- | --------- | ---------------- | ---- | -------- |
| Chile                                                                   | Julio Peralta    | Argentina | Horacio Zeballos | 71.  | 1.       |
| USA                                                                     | Austin Krajicek  | USA       | Rajeev Ram       | 93.  | 2.       |
| Bělorusko                                                               | Max Mirnyj       | Rakousko  | Philipp Oswald   | 100. | 3.       |
| Polsko                                                                  | Marcin Matkowski | USA       | Nicholas Monroe  | 133. | 4.       |
| Žebříček ATP k 8. říjnu 2018; číslo je součtem umístění obou členů páru |                  |           |                  |      |          |

### Jiné formy účasti
Následující páry obdržely divokou kartu do hlavní soutěže:
- Jevgenij Donskoj /  Ivan Gachov
- Jevgenij Karlovskij /  Daniil Medveděv

### Odhlášení
v průběhu turnaje
- Karen Chačanov
- Nick Kyrgios

## Ženská dvouhra

### Nasazení
| Stát                         | Hráčka                 | WTA | Nasazení |
| ---------------------------- | ---------------------- | --- | -------- |
| Rumunsko                     | Simona Halepová        | 1.  | 1.       |
| Česko                        | Karolína Plíšková      | 6.  | 2.       |
| USA                          | Sloane Stephensová     | 8.  | 3.       |
| Nizozemsko                   | Kiki Bertensová        | 10. | 4.       |
| Lotyšsko                     | Anastasija Sevastovová | 12. | 5.       |
| Rusko                        | Darja Kasatkinová      | 14. | 6.       |
| Belgie                       | Elise Mertensová       | 15. | 7.       |
| Estonsko                     | Anett Kontaveitová     | 21. | 8.       |
| Žebříček WTA k 8. říjnu 2018 |                        |     |          |

### Jiné formy účasti
Následující hráčky obdržely divokou kartu do hlavní soutěže:
- Simona Halepová
- Anna Kalinská
- Anastasija Potapovová
- Sloane Stephensová

Následující hráčky postoupily z kvalifikace:
- Ons Džabúrová
- Irina Chromačovová
- Natalja Vichljancevová
- Věra Zvonarevová

Následující hráčka postoupila z kvalifikace jako tzv. šťastná poražená:
- Vitalija Ďjačenková

### Odhlášení
před zahájením turnaje
- Dominika Cibulková → nahradila ji  Ajla Tomljanovićová
- Danielle Collinsová → nahradila ji  Jekatěrina Makarovová
- Kaia Kanepiová → nahradila ji  Julia Putincevová
- Barbora Strýcová → nahradila ji  Irina-Camelia Beguová
- Aryna Sabalenková → nahradila ji  Vitalija Ďjačenková

## Ženská čtyřhra

### Nasazení
| Stát                                                                    | Hráčka                | Stát       | Hráčka                 | WTA | Nasazení |
| ----------------------------------------------------------------------- | --------------------- | ---------- | ---------------------- | --- | -------- |
| Rumunsko                                                                | Irina-Camelia Beguová | Rumunsko   | Mihaela Buzărnescuová  | 50. | 1.       |
| USA                                                                     | Raquel Atawová        | Německo    | Anna-Lena Grönefeldová | 59. | 2.       |
| Polsko                                                                  | Alicja Rosolská       | USA        | Abigail Spearsová      | 60. | 3.       |
| Gruzie                                                                  | Oxana Kalašnikovová   | Nizozemsko | Demi Schuursová        | 79. | 4.       |
| Žebříček WTA k 8. říjnu 2018; číslo je součtem umístění obou členů páru |                       |            |                        |     |          |

### Jiné formy účasti
Následující pár obdržel divokou kartu do hlavní soutěže:
- Nigina Abduraimovová /  Anna Kalinská

Následující pár nastoupil do čtyřhry z pozice náhradníka:
- Olga Dorošinová /  Polina Monovová

### Odhlášení
před zahájením turnaje
- Ana Bogdanová

## Přehled finále

### Mužská dvouhra
- Karen Chačanov vs.  Adrian Mannarino, 6–2, 6–2

### Ženská dvouhra
- Darja Kasatkinová vs.  Ons Džabúrová, 2–6, 7–6(7–3), 6–4

### Mužská čtyřhra
- Austin Krajicek /  Rajeev Ram vs.  Max Mirnyj /  Philipp Oswald, 7–6(7–4), 6–4

### Ženská čtyřhra
- Alexandra Panovová /  Laura Siegemundová vs.  Darija Juraková /  Ioana Raluca Olaruová, 6–2, 7–6(7–2)